# Prionodon jamesonii
Prionodon jamesonii là một loài rêu trong họ Prionodontaceae. Loài này được Müll. Hal. mô tả khoa học đầu tiên năm 1901.